# Campeonato Europeo de Baloncesto Masculino Sub-20 de 2018
El Campeonato Europeo de Baloncesto Masculino Sub-20 de 2018 fue la 21.ª edición del Campeonato Europeo de Baloncesto Masculino Sub-20. La competición tuvo lugar en la ciudad de Chemnitz (Alemania) del 14 a 22 de julio de 2018.

## Sedes
| Chemnitz                     | Chemnitz                     | Chemnitz Chemnitz, sede del Campeonato Europeo de Baloncesto Masculino Sub-20 de 2018. |
| ---------------------------- | ---------------------------- | -------------------------------------------------------------------------------------- |
| Messe Chemnitz               | Richard-Hartmann-Halle       | Chemnitz Chemnitz, sede del Campeonato Europeo de Baloncesto Masculino Sub-20 de 2018. |
| Capacidad: 4000 espectadores | Capacidad: 2900 espectadores | Chemnitz Chemnitz, sede del Campeonato Europeo de Baloncesto Masculino Sub-20 de 2018. |
|                              |                              | Chemnitz Chemnitz, sede del Campeonato Europeo de Baloncesto Masculino Sub-20 de 2018. |

## Equipos participantes
Participan los 16 equipos que conforman la División A:
- Alemania
- Croacia (2.º)
- España
- Francia
- Gran Bretaña (3.º)
- Grecia
- Islandia
- Israel
- Italia
- Lituania
- Montenegro
- Rumania (1.º)
- Serbia
- Suecia
- Turquía
- Ucrania

## Fase de grupos
En esta ronda, los 16 equipos están agrupados en cuatro grupos de cuatro equipos cada uno. Todos los equipos avanzan a la Fase Final.

### Grupo A
|   | Equipo       | Pts | PG | PP | PF  | PC  | Dif |
| - | ------------ | --- | -- | -- | --- | --- | --- |
| 1 | Lituania     | 6   | 3  | 0  | 273 | 222 | 51  |
| 2 | Turquía      | 5   | 2  | 1  | 231 | 216 | 15  |
| 3 | Montenegro   | 4   | 1  | 2  | 222 | 253 | −31 |
| 4 | Gran Bretaña | 3   | 0  | 3  | 206 | 241 | −35 |

#### Partidos
| 14 de julio, 15:45 | Gran Bretaña                                            | 62–76                | Turquía                                       | Chemnitz                                                                               |  |
|                    | Parciales: 14–21, 13–24, 10–17, 25–14                   |                      |                                               |                                                                                        |  |
|                    | Estadísticas Wheatle 16 Boachie-Yiadom 9 Watson-Gayle 5 | Reporte Pts Reb Asts | Estadísticas 20 Mustafa 6 tres jugadores 5 Al | Pabellón: Richard-Hartmann-Halle Árbitros: Marius Ciulin Martin Vulic Nemanja Ninkovic |  |

| 14 de julio, 18:00 | Lituania                                                   | 94–82                | Montenegro                                                       | Chemnitz                                                                                 |  |
|                    | Parciales: 25–9, 25–25, 16–30, 11–13 (T.E.: 17–5)          |                      |                                                                  |                                                                                          |  |
|                    | Estadísticas Masiulis 21 Masiulis 15 Slavinskas, Velička 5 | Reporte Pts Reb Asts | Estadísticas 27 M. Popović 17 Simonović 4 M. Popović, V. Popović | Pabellón: Richard-Hartmann-Halle Árbitros: Manuel Mazzoni Alexey Davydov Alakbar Hasanov |  |

| 15 de julio, 13:30 | Montenegro                                           | 80–70                | Gran Bretaña                                      | Chemnitz                                                                                  |  |
|                    | Parciales: 26–11, 20–18, 18–21, 16–20                |                      |                                                   |                                                                                           |  |
|                    | Estadísticas M. Popović 29 M. Popović 17 Starovlah 5 | Reporte Pts Reb Asts | Estadísticas 26 Wheatle 14 Wheatle 5 Watson-Gayle | Pabellón: Messe Chemnitz Árbitros: Sigmundur Herbertsson Petar Denkovski Valerio Grigioni |  |

| 15 de julio, 18:00 | Turquía                               | 66–94                | Lituania                                                | Chemnitz                                                                             |  |
|                    | Parciales: 22–34, 19–16, 13–23, 12–21 |                      |                                                         |                                                                                      |  |
|                    | Estadísticas Atar 17 Mustafa 6 Al 5   | Reporte Pts Reb Asts | Estadísticas 17 Stankevičius 7 Tubutis 4 tres jugadores | Pabellón: Messe Chemnitz Árbitros: Carsten Straube Rickard Eriksson Hugues Thépénier |  |

| 16 de julio, 13:30 | Montenegro                                                    | 60–89                | Turquía                              | Chemnitz                                                                                              |  |
|                    | Parciales: 20–26, 12–21, 9–22, 19–20                          |                      |                                      | |  |
|                    | Estadísticas M. Popović, V. Popović 10 Božović 9 Raspopović 3 | Reporte Pts Reb Asts | Estadísticas 15 Mustafa 7 Doğan 8 Al | Pabellón: Richard-Hartmann-Halle Árbitros: Mārtiņš Kozlovskis Serhiy Zashchuk Francisco Araña Santana |  |

| 16 de julio, 20:15 | Gran Bretaña                                                    | 74–85                | Lituania                                   | Chemnitz                                                                                |  |
|                    | Parciales: 22–29, 16–20, 15–19, 21–17                           |                      |                                            |                                                                                         |  |
|                    | Estadísticas Eytle-Rock, Wheatle 14 Boachie-Yiadom 10 Russell 3 | Reporte Pts Reb Asts | Estadísticas 22 Masiulis 7 Kozys 4 Velička | Pabellón: Richard-Hartmann-Halle Árbitros: Nemanja Ninkovic Alakbar Hasanov Kfir Mualem |  |

### Grupo B
|   | Equipo  | Pts | PG | PP | PF  | PC  | Dif |
| - | ------- | --- | -- | -- | --- | --- | --- |
| 1 | Croacia | 6   | 3  | 0  | 246 | 206 | 40  |
| 2 | Francia | 4   | 1  | 2  | 198 | 207 | −9  |
| 3 | Ucrania | 4   | 1  | 2  | 223 | 238 | −15 |
| 4 | España  | 4   | 1  | 2  | 225 | 241 | −16 |

#### Partidos
| 14 de julio, 13:30 | Ucrania                                                        | 82–79                | España                                            | Chemnitz                                                                                         |  |
|                    | Parciales: 25–25, 17–18, 20–20, 20–16                          |                      |                                                   |                                                                                                  |  |
|                    | Estadísticas Niemtsu, Tyrtyshnyk 17 Tyrtyshnyk 6 Horobchenko 5 | Reporte Pts Reb Asts | Estadísticas 28 Font 7 Ehigiator, Vila 9 Figueras | Pabellón: Richard-Hartmann-Halle Árbitros: Zdravko Rutesic Sigmundur Herbertsson Carsten Straube |  |

| 14 de julio, 20:15 | Francia                                            | 58–68                | Croacia                                               | Chemnitz                                                                                             |  |
|                    | Parciales: 21–21, 11–14, 6–17, 20–16               |                      |                                                       | |  |
|                    | Estadísticas Tchouaffé 14 Rambaut 6 Goudou-Sinha 4 | Reporte Pts Reb Asts | Estadísticas 14 Čolak 6 Kalajžić, Ljubičić 5 Kalajžić | Pabellón: Richard-Hartmann-Halle Árbitros: Georgios Poursanidis Gintaras Vitkauskas Rickard Eriksson |  |

| 15 de julio, 15:45 | España                                      | 76–74                | Francia                                                                | Chemnitz                                                                                        |  |
|                    | Parciales: 20–19, 17–17, 19–20, 20–18       |                      |                                                                        |                                                                                                 |  |
|                    | Estadísticas Font 28 Ehigiator 9 Figueras 7 | Reporte Pts Reb Asts | Estadísticas 14 Diawara, Tchouaffé 7 Bazille, Vautier 2 tres jugadores | Pabellón: Richard-Hartmann-Halle Árbitros: Mārtiņš Kozlovskis Marius Ciulin Osman Sinan İşgüder |  |

| 15 de julio, 15:45 | Croacia                                              | 93–78                | Ucrania                                                    | Chemnitz                                                                            |  |
|                    | Parciales: 20–15, 24–26, 30–14, 19–23                |                      |                                                            |                                                                                     |  |
|                    | Estadísticas Perković, Nakić 18 Nakić 7 Uljarević 10 | Reporte Pts Reb Asts | Estadísticas 23 Tyrtyshnyk 4 tres jugadores 10 Horobchenko | Pabellón: Messe Chemnitz Árbitros: Anastasios Piloidis Haris Bijedic Manuel Mazzoni |  |

| 16 de julio, 13:30 | Ucrania                                            | 63–66                | Francia                                     | Chemnitz                                                                               |  |
|                    | Parciales: 12–17, 18–18, 17–12, 16–19              |                      |                                             |                                                                                        |  |
|                    | Estadísticas Voinalovych 23 Tyrtyshnyk 7 Niemtsu 4 | Reporte Pts Reb Asts | Estadísticas 15 Vautier 13 Vautier 6 N'Doye | Pabellón: Messe Chemnitz Árbitros: Martin Horozov Gintaras Vitkauskas Valerio Grigioni |  |

| 16 de julio, 18:00 | Croacia                                                | 85–70                | España                                     | Chemnitz                                                                            |  |
|                    | Parciales: 17–18, 21–19, 23–18, 24–15                  |                      |                                            |                                                                                     |  |
|                    | Estadísticas Perković 21 Kalajžić 6 Uljarević, Vrgoč 2 | Reporte Pts Reb Asts | Estadísticas 14 Puerto 6 Tomaic 7 Figueras | Pabellón: Messe Chemnitz Árbitros: Georgios Poursanidis Chris Dodds Zdravko Rutesic |  |

### Grupo C
|   | Equipo   | Pts | PG | PP | PF  | PC  | Dif |
| - | -------- | --- | -- | -- | --- | --- | --- |
| 1 | Alemania | 6   | 3  | 0  | 228 | 205 | 23  |
| 2 | Israel   | 5   | 2  | 1  | 260 | 192 | 68  |
| 3 | Grecia   | 4   | 1  | 2  | 252 | 250 | 2   |
| 4 | Rumania  | 3   | 0  | 3  | 180 | 273 | −93 |

#### Partidos
| 14 de julio, 15:45 | Rumania                                                     | 62–92                | Grecia                                                           | Chemnitz                                                                      |  |
|                    | Parciales: 7–15, 17–25, 22–29, 16–23                        |                      |                                                                  |                                                                               |  |
|                    | Estadísticas Berculescu-Rovinaru 19 Fometescu 6 Diculescu 5 | Reporte Pts Reb Asts | Estadísticas 16 Moraitis 5 cuatro jugadores 4 Lountzis, Moraitis | Pabellón: Messe Chemnitz Árbitros: Hugues Thépénier Chris Dodds Haris Bijedic |  |

| 14 de julio, 20:15 | Alemania                                              | 60–59                | Israel                                                   | Chemnitz                                                                                       |  |
|                    | Parciales: 15–16, 14–14, 15–9, 16–20                  |                      |                                                          |                                                                                                |  |
|                    | Estadísticas Stanić 12 Freudenberg 9 tres jugadores 2 | Reporte Pts Reb Asts | Estadísticas 13 Brisker 10 Moshkovitz 3 Brisker, Zoosman | Pabellón: Messe Chemnitz Árbitros: Mārtiņš Kozlovskis Francisco Araña Santana Valerio Grigioni |  |

| 15 de julio, 18:00 | Israel                                              | 95–48                | Rumania                                        | Chemnitz                                                                                |  |
|                    | Parciales: 23–11, 26–15, 23–14, 23–8                |                      |                                                |                                                                                         |  |
|                    | Estadísticas Brisker 15 Avdija 10 Shabat, Zoosman 4 | Reporte Pts Reb Asts | Estadísticas 10 Berceanu 8 Diculescu 3 Mureșan | Pabellón: Richard-Hartmann-Halle Árbitros: Nemanja Ninkovic Chris Dodds Alakbar Hasanov |  |

| 15 de julio, 20:15 | Grecia                                               | 76–82                | Alemania                                 | Chemnitz                                                                       |  |
|                    | Parciales: 10–14, 27–20, 14–24, 25–24                |                      |                                          |                                                                                |  |
|                    | Estadísticas Kalaitzakis 21 Lountzis 7 Kalaitzakis 3 | Reporte Pts Reb Asts | Estadísticas 15 Mushidi 9 Olinde 6 Hundt | Pabellón: Messe Chemnitz Árbitros: Martin Horozov Serhiy Zashchuk Martin Vulic |  |

| 16 de julio, 18:00 | Israel                                           | 106–84               | Grecia                                                      | Chemnitz                                                                                         |  |
|                    | Parciales: 29–13, 34–17, 20–27, 23–27            |                      |                                                             |                                                                                                  |  |
|                    | Estadísticas Avdija 20 Avdija 7 tres jugadores 4 | Reporte Pts Reb Asts | Estadísticas 19 Kalaitzakis 6 Lountzis 4 Lountzis, Moraitis | Pabellón: Richard-Hartmann-Halle Árbitros: Manuel Mazzoni Sigmundur Herbertsson Hugues Thépénier |  |

| 16 de julio, 20:15 | Rumania                                                      | 70–86                | Alemania                                     | Chemnitz                                                                         |  |
|                    | Parciales: 22–19, 14–20, 28–25, 6–22                         |                      |                                              |                                                                                  |  |
|                    | Estadísticas Berculescu-Rovinaru 19 Diculescu 11 Diculescu 7 | Reporte Pts Reb Asts | Estadísticas 13 Stanic 6 Olinde 5 Haßfurther | Pabellón: Messe Chemnitz Árbitros: Rickard Eriksson Alexey Davydov Haris Bijedic |  |

### Grupo D
|   | Equipo   | Pts | PG | PP | PF  | PC  | Dif |
| - | -------- | --- | -- | -- | --- | --- | --- |
| 1 | Serbia   | 6   | 3  | 0  | 274 | 205 | 69  |
| 2 | Italia   | 5   | 2  | 1  | 244 | 206 | 38  |
| 3 | Suecia   | 4   | 1  | 2  | 229 | 237 | −8  |
| 4 | Islandia | 3   | 0  | 3  | 180 | 279 | −99 |

#### Partidos
| 14 de julio, 13:30 | Italia                                   | 85–71                | Suecia                                               | Chemnitz                                                                               |  |
|                    | Parciales: 28–19, 18–18, 17–12, 22–22    |                      |                                                      |                                                                                        |  |
|                    | Estadísticas Lever 27 Oxilia 11 Pajola 5 | Reporte Pts Reb Asts | Estadísticas 17 Clarance 7 tres jugadores 5 Clarance | Pabellón: Messe Chemnitz Árbitros: Serhiy Zashchuk Petar Denkovski Osman Sinan İşgüder |  |

| 14 de julio, 18:00 | Islandia                                                      | 60–107               | Serbia                                               | Chemnitz                                                                          |  |
|                    | Parciales: 22–23, 16–24, 12–22, 10–38                         |                      |                                                      |                                                                                   |  |
|                    | Estadísticas Gudmundsson 18 tres jugadores 5 Thorbjarnarson 5 | Reporte Pts Reb Asts | Estadísticas 15 Marjanović 9 Glišić 3 Vulikić, Tadić | Pabellón: Messe Chemnitz Árbitros: Martin Horozov Anastasios Piloidis Kfir Mualem |  |

| 15 de julio, 13:30 | Suecia                                                 | 91–64                | Islandia                                                   | Chemnitz                                                                                       |  |
|                    | Parciales: 23–25, 24–12, 21–13, 23–14                  |                      |                                                            |                                                                                                |  |
|                    | Estadísticas Clarance 22 Johansson 7 Dibba, Clarance 5 | Reporte Pts Reb Asts | Estadísticas 16 Gudmundsson 7 Halldorsson 5 Thorbjarnarson | Pabellón: Richard-Hartmann-Halle Árbitros: Francisco Araña Santana Zdravko Rutesic Kfir Mualem |  |

| 15 de julio, 20:15 | Serbia                                        | 79–78                | Italia                                   | Chemnitz                                                                                           |  |
|                    | Parciales: 22–18, 15–22, 22–18, 20–20         |                      |                                          | |  |
|                    | Estadísticas Glišić 16 Simanić 7 Aranitović 4 | Reporte Pts Reb Asts | Estadísticas 29 Moretti 7 Lever 5 Pajola | Pabellón: Richard-Hartmann-Halle Árbitros: Gintaras Vitkauskas Alexey Davydov Georgios Poursanidis |  |

| 16 de julio, 15:45 | Islandia                                              | 56–81                | Italia                                                 | Chemnitz                                                                      |  |
|                    | Parciales: 11–19, 17–23, 7–22, 21–17                  |                      |                                                        |                                                                               |  |
|                    | Estadísticas Sverrisson 11 Jonsson 6 tres jugadores 3 | Reporte Pts Reb Asts | Estadísticas 14 Mezzanotte 6 Caruso, Lever 7 Bucarelli | Pabellón: Messe Chemnitz Árbitros: Petar Denkovski Marius Ciulin Martin Vulic |  |

| 16 de julio, 15:45 | Suecia                                  | 67–88                | Serbia                                           | Chemnitz                                                                                           |  |
|                    | Parciales: 26–22, 16–21, 10–27, 15–18   |                      |                                                  | |  |
|                    | Estadísticas Clarance 27 Hook 5 Stark 5 | Reporte Pts Reb Asts | Estadísticas 16 Musić, Simanić 10 Glišić 9 Musić | Pabellón: Richard-Hartmann-Halle Árbitros: Carsten Straube Anastasios Piloidis Osman Sinan İşgüder |  |

## Fase final

### Cuadro final
|  | Octavos de final | Octavos de final |          |         | Cuartos de final | Cuartos de final |  |          | Semifinales | Semifinales |          |              | Final        | Final       |  |
|  | 18 de julio      | 18 de julio      |          |         | 19 de julio      | 19 de julio      |  |          | 21 de julio | 21 de julio |          |              | 22 de julio  | 22 de julio |  |
|  |                  |                  |          |         |                  |                  |  |          |             |             |          |              |              |             |  |
|  |                  |                  |          |         |                  |                  |  |          |             |             |          |              |              |             |  |
|  | Lituania         | 70               |          |         |                  |                  |  |          |             |             |          |              |              |             |  |
|  | Lituania         | 70               |          |         |                  |                  |  |          |             |             |          |              |              |             |  |
|  | España           | 75               |          |         |                  |                  |  |          |             |             |          |              |              |             |  |
|  | España           | 75               |          | España  | 75               |                  |  |          |             |             |          |              |              |             |  |
|  |                  |                  |          | España  | 75               |                  |  |          |             |             |          |              |              |             |  |
|  |                  |                  | Israel   | 98      |                  |                  |  |          |             |             |          |              |              |             |  |
|  | Israel           | 72               | Israel   | 98      |                  |                  |  |          |             |             |          |              |              |             |  |
|  | Israel           | 72               |          |         |                  |                  |  |          |             |             |          |              |              |             |  |
|  | Suecia           | 63               |          |         |                  |                  |  |          |             |             |          |              |              |             |  |
|  | Suecia           | 63               |          |         |                  |                  |  | Israel   | 83          |             |          |              |              |             |  |
|  |                  |                  |          |         |                  |                  |  | Israel   | 83          |             |          |              |              |             |  |
|  |                  |                  | Francia  | 57      |                  |                  |  |          |             |             |          |              |              |             |  |
|  | Francia          | 70               | Francia  | 57      |                  |                  |  |          |             |             |          |              |              |             |  |
|  | Francia          | 70               |          |         |                  |                  |  |          |             |             |          |              |              |             |  |
|  | Montenegro       | 37               |          |         |                  |                  |  |          |             |             |          |              |              |             |  |
|  | Montenegro       | 37               |          | Francia | 60               |                  |  |          |             |             |          |              |              |             |  |
|  |                  |                  |          | Francia | 60               |                  |  |          |             |             |          |              |              |             |  |
|  |                  |                  | Serbia   | 59      |                  |                  |  |          |             |             |          |              |              |             |  |
|  | Serbia           | 105              | Serbia   | 59      |                  |                  |  |          |             |             |          |              |              |             |  |
|  | Serbia           | 105              |          |         |                  |                  |  |          |             |             |          |              |              |             |  |
|  | Rumania          | 58               |          |         |                  |                  |  |          |             |             |          |              |              |             |  |
|  | Rumania          | 58               |          |         |                  |                  |  |          |             |             |          | Israel       | 80           |             |  |
|  |                  |                  |          |         |                  |                  |  |          |             |             |          | Israel       | 80           |             |  |
|  |                  |                  | Croacia  | 66      |                  |                  |  |          |             |             |          |              |              |             |  |
|  | Turquía          | 104              | Croacia  | 66      |                  |                  |  |          |             |             |          |              |              |             |  |
|  | Turquía          | 104              |          |         |                  |                  |  |          |             |             |          |              |              |             |  |
|  | Ucrania          | 46               |          |         |                  |                  |  |          |             |             |          |              |              |             |  |
|  | Ucrania          | 46               |          | Turquía | 61               |                  |  |          |             |             |          |              |              |             |  |
|  |                  |                  |          | Turquía | 61               |                  |  |          |             |             |          |              |              |             |  |
|  |                  |                  | Alemania | 78      |                  |                  |  |          |             |             |          |              |              |             |  |
|  | Alemania         | 77               | Alemania | 78      |                  |                  |  |          |             |             |          |              |              |             |  |
|  | Alemania         | 77               |          |         |                  |                  |  |          |             |             |          |              |              |             |  |
|  | Islandia         | 63               |          |         |                  |                  |  |          |             |             |          |              |              |             |  |
|  | Islandia         | 63               |          |         |                  |                  |  | Alemania | 61          |             |          |              |              |             |  |
|  |                  |                  |          |         |                  |                  |  | Alemania | 61          |             |          |              |              |             |  |
|  |                  |                  | Croacia  | 69      |                  |                  |  |          |             |             |          |              |              |             |  |
|  | Croacia          | 93               | Croacia  | 69      |                  |                  |  |          |             |             |          |              |              |             |  |
|  | Croacia          | 93               |          |         |                  |                  |  |          |             |             |          |              |              |             |  |
|  | Gran Bretaña     | 62               |          |         |                  |                  |  |          |             |             |          |              |              |             |  |
|  | Gran Bretaña     | 62               |          | Croacia | 79               |                  |  |          |             |             |          | Tercer lugar | Tercer lugar |             |  |
|  |                  |                  |          | Croacia | 79               |                  |  |          |             |             |          | Tercer lugar | Tercer lugar |             |  |
|  |                  |                  | Italia   | 68      |                  |                  |  |          |             |             |          |              |              |             |  |
|  | Italia           | 76               | Italia   | 68      |                  |                  |  |          |             |             | Alemania | 80           |              |             |  |
|  | Italia           | 76               |          |         |                  |                  |  |          |             |             | Alemania | 80           |              |             |  |
|  | Grecia           | 70               |          |         |                  |                  |  |          |             |             |          |              | Francia      | 71          |  |
|  | Grecia           | 70               |          |         |                  |                  |  |          |             |             |          |              | Francia      | 71          |  |
|  |                  |                  |          |         |                  |                  |  |          |             |             |          |              |              |             |  |

#### Octavos de final
| 18 de julio, 13:30 | Croacia                                                   | 93–62                | Gran Bretaña                                                    | Chemnitz                                                                           |  |
|                    | Parciales: 24–9, 26–18, 23–19, 20–16                      |                      |                                                                 |                                                                                    |  |
|                    | Estadísticas Kalajžić, Perković 15 Ljubičić 6 Uljarević 9 | Reporte Pts Reb Asts | Estadísticas 11 Fuller, Wheatle 6 tres jugadores 3 Watson-Gayle | Pabellón: Messe Chemnitz Árbitros: Hugues Thépénier Petar Denkovski Alexey Davydov |  |

| 18 de julio, 13:30 | Lituania                                               | 70–75                | España                                  | Chemnitz                                                                                   |  |
|                    | Parciales: 21–15, 8–11, 19–18, 22–31                   |                      |                                         |                                                                                            |  |
|                    | Estadísticas Masiulis 19 Masiulis, Velička 5 Velička 4 | Reporte Pts Reb Asts | Estadísticas 23 Font 8 Parra 6 Figueras | Pabellón: Richard-Hartmann-Halle Árbitros: Martin Horozov Martin Vulic Osman Sinan İşgüder |  |

| 18 de julio, 15:45 | Italia                                       | 76–70                | Grecia                                           | Chemnitz                                                                           |  |
|                    | Parciales: 21–16, 20–17, 13–17, 22–20        |                      |                                                  |                                                                                    |  |
|                    | Estadísticas Oxilia 16 Oxilia 14 Bucarelli 5 | Reporte Pts Reb Asts | Estadísticas 14 Lountzis 8 Christidis 5 Moraitis | Pabellón: Messe Chemnitz Árbitros: Mārtiņš Kozlovskis Chris Dodds Nemanja Ninkovic |  |

| 18 de julio, 15:45 | Israel                                            | 72–63                | Suecia                                                       | Chemnitz                                                                                  |  |
|                    | Parciales: 23–13, 16–17, 11–14, 22–19             |                      |                                                              |                                                                                           |  |
|                    | Estadísticas Avdija 22 Moshkovitz 11 Moshkovitz 3 | Reporte Pts Reb Asts | Estadísticas 16 Clarance, Czerapowicz 8 Clarance 3 Johansson | Pabellón: Richard-Hartmann-Halle Árbitros: Zdravko Rutesic Marius Ciulin Valerio Grigioni |  |

| 18 de julio, 18:00 | Francia                                                     | 70–37                | Montenegro                                                       | Chemnitz                                                                                            |  |
|                    | Parciales: 13–11, 14–7, 22–5, 21–14                         |                      |                                                                  | |  |
|                    | Estadísticas Tchouaffé 15 Vautier 9 Diawara, Goudou-Sinha 4 | Reporte Pts Reb Asts | Estadísticas 11 M. Popović 15 M. Popović 2 V. Popović, Starovlah | Pabellón: Richard-Hartmann-Halle Árbitros: Carsten Straube Francisco Araña Santana Rickard Eriksson |  |

| 18 de julio, 18:00 | Turquía                              | 104–46               | Ucrania                                                   | Chemnitz                                                                                    |  |
|                    | Parciales: 26–12, 30–9, 23–10, 25–15 |                      |                                                           |                                                                                             |  |
|                    | Estadísticas Karahan 15 Onar 10 Al 7 | Reporte Pts Reb Asts | Estadísticas 7 Bondarenko 6 Grytsak 3 Tyrtyshnyk, Yagodin | Pabellón: Messe Chemnitz Árbitros: Georgios Poursanidis Sigmundur Herbertsson Haris Bijedic |  |

| 18 de julio, 20:15 | Alemania                                      | 77–63                | Islandia                                             | Chemnitz                                                                              |  |
|                    | Parciales: 29–5, 15–20, 19–10, 14–28          |                      |                                                      |                                                                                       |  |
|                    | Estadísticas Mushidi 18 Lagerpusch 10 Hundt 4 | Reporte Pts Reb Asts | Estadísticas 17 Hrafnsson 9 Stefánsson 8 Gudmundsson | Pabellón: Messe Chemnitz Árbitros: Manuel Mazzoni Anastasios Piloidis Alakbar Hasanov |  |

| 18 de julio, 20:15 | Serbia                                                 | 105–58               | Rumania                                                  | Chemnitz                                                                                   |  |
|                    | Parciales: 28–17, 27–8, 31–17, 19–16                   |                      |                                                          |                                                                                            |  |
|                    | Estadísticas Aranitović 18 Djordjevic 9 Musić, Tadić 5 | Reporte Pts Reb Asts | Estadísticas 11 Berculescu-Rovinaru 9 Petrescu 7 Mureșan | Pabellón: Richard-Hartmann-Halle Árbitros: Gintaras Vitkauskas Serhiy Zashchuk Kfir Mualem |  |

#### Cuartos de final
| 19 de julio, 13:30 | España                                    | 75–98                | Israel                                    | Chemnitz                                                                                 |  |
|                    | Parciales: 25–27, 12–24, 20–17, 18–30     |                      |                                           |                                                                                          |  |
|                    | Estadísticas Parra 24 Parra 15 Figueras 8 | Reporte Pts Reb Asts | Estadísticas 25 Zoosman 10 Beni 5 Zoosman | Pabellón: Messe Chemnitz Árbitros: Georgios Poursanidis Rickard Eriksson Carsten Straube |  |

| 19 de julio, 15:45 | Croacia                                         | 79–68                | Italia                                      | Chemnitz                                                                                |  |
|                    | Parciales: 23–13, 18–28, 15–17, 23–10           |                      |                                             |                                                                                         |  |
|                    | Estadísticas Perković 14 Ljubičić 9 Uljarević 7 | Reporte Pts Reb Asts | Estadísticas 14 Oxilia 8 Oxilia 5 Bucarelli | Pabellón: Messe Chemnitz Árbitros: Martin Horozov Sigmundur Herbertsson Zdravko Rutesic |  |

| 19 de julio, 18:00 | Francia                                        | 60–59                | Serbia                                    | Chemnitz                                                                             |  |
|                    | Parciales: 21–9, 16–19, 10–20, 13–11           |                      |                                           |                                                                                      |  |
|                    | Estadísticas Février 20 Février 8 Desseignet 4 | Reporte Pts Reb Asts | Estadísticas 20 Radanov 10 Glišić 7 Musić | Pabellón: Messe Chemnitz Árbitros: Osman Sinan İşgüder Marius Ciulin Alakbar Hasanov |  |

| 19 de julio, 20:15 | Turquía                              | 61–78                | Alemania                                    | Chemnitz                                                                                   |  |
|                    | Parciales: 13–14, 9–27, 19–20, 20–17 |                      |                                             |                                                                                            |  |
|                    | Estadísticas Atar 16 Atar 9 Al 3     | Reporte Pts Reb Asts | Estadísticas 22 Mushidi 10 Stanić 5 Mushidi | Pabellón: Messe Chemnitz Árbitros: Mārtiņš Kozlovskis Gintaras Vitkauskas Hugues Thépénier |  |

#### Semifinales
| 21 de julio, 18:00 | Alemania                                           | 61–69                | Croacia                                          | Chemnitz                                                                              |  |
|                    | Parciales: 18-19, 13-13, 16-18, 14-19              |                      |                                                  |                                                                                       |  |
|                    | Estadísticas Hassfurther 15 Stanić 8 Hassfurther 3 | Reporte Pts Reb Asts | Estadísticas 18 Kalajžić 11 Kalajžić 7 Uljarević | Pabellón: Messe Chemnitz Árbitros: Manuel Mazzoni Francisco Araña Osman Sinan Isgüder |  |

| 21 de julio, 20:15 | Israel                                             | 83–57                | Francia                                          | Chemnitz                                                                              |  |
|                    | Parciales: 25-13, 20-12, 21-11, 17-21              |                      |                                                  |                                                                                       |  |
|                    | Estadísticas Mor Brisker 18 Avdija 7 Mor Brisker 4 | Reporte Pts Reb Asts | Estadísticas 14 Goudou Sinha 6 Diawara 5 Diawara | Pabellón: Messe Chemnitz Árbitros: Martin Horozov Zdravko Rutesic Gintaras Vitkauskas |  |

#### Partido por la medalla de bronce
| 22 de julio, 16:45 | Francia                                          | 71–80                | Alemania                                | Chemnitz                                                                         |  |
|                    | Parciales: 26-24, 18-18, 15-17, 12-21            |                      |                                         |                                                                                  |  |
|                    | Estadísticas Diawara 19 Diawara 9 Goudou Sinha 6 | Reporte Pts Reb Asts | Estadísticas 22 Stanić 7 Stanić 4 Hundt | Pabellón: Messe Chemnitz Árbitros: Anastasios Ploidis Marius Ciulin Martin Vulic |  |

#### Final
| 22 de julio, 19:00 | Israel                                             | 80–66                | Croacia                                         | Chemnitz                                                                                   |  |
|                    | Parciales: 20-16, 25-18, 15-16, 20-16              |                      |                                                 |                                                                                            |  |
|                    | Estadísticas Mor Brisker 19 Ben Ruina 14 Zoosman 4 | Reporte Pts Reb Asts | Estadísticas 18 Kalajžić 7 Kalajžić 4 Uljarević | Pabellón: Messe Chemnitz Árbitros: Carsten Straube Georgios Poursanidis Martins Kozlovskis |  |

### Cuadro por el 5.º-8.º lugar
|  | Semifinales 5.º-8.º | Semifinales 5.º-8.º |         |        | Partido 5.º lugar | Partido 5.º lugar |  |
|  | 21 de julio         | 21 de julio         |         |        | 22 de julio       | 22 de julio       |  |
|  |                     |                     |         |        |                   |                   |  |
|  |                     |                     |         |        |                   |                   |  |
|  | España              | 70                  |         |        |                   |                   |  |
|  | España              | 70                  |         |        |                   |                   |  |
|  | Serbia              | 89                  |         |        |                   |                   |  |
|  | Serbia              | 89                  |         | Serbia | 73                |                   |  |
|  |                     |                     |         | Serbia | 73                |                   |  |
|  |                     |                     | Turquía | 89     |                   |                   |  |
|  | Turquía             | 91                  | Turquía | 89     |                   |                   |  |
|  | Turquía             | 91                  |         |        |                   |                   |  |
|  | Italia              | 80                  |         |        | Partido 7.º lugar | Partido 7.º lugar |  |
|  | Italia              | 80                  |         |        | Partido 7.º lugar | Partido 7.º lugar |  |
|  |                     |                     |         |        |                   |                   |  |
|  |                     |                     |         |        | España            | 85                |  |
|  |                     |                     |         |        | España            | 85                |  |
|  |                     |                     |         |        | Italia            | 60                |  |
|  |                     |                     |         |        | Italia            | 60                |  |
|  |                     |                     |         |        |                   |                   |  |

#### Semifinales del 5.º–8.º lugar
| 21 de julio, 18:00 | Turquía                               | 91–80                | Italia                                  | Chemnitz                                                                            |  |
|                    | Parciales: 22-20, 21-20, 19-17, 29-23 |                      |                                         |                                                                                     |  |
|                    | Estadísticas Atar 20 Atar 6 Al 5      | Reporte Pts Reb Asts | Estadísticas 17 Lever 8 Dieng 5 Moretti | Pabellón: Richard-Hartmann-Halle Árbitros: Chris Dodds Petar Denkovski Martin Vulic |  |

| 21 de julio, 20:15 | España                                   | 70–89                | Serbia                                     | Chemnitz                                                                                         |  |
|                    | Parciales: 7-18, 17-32, 19-19, 27-20     |                      |                                            |                                                                                                  |  |
|                    | Estadísticas Figueras 19 Parra 7 Parra 5 | Reporte Pts Reb Asts | Estadísticas 15 Radanov 7 Glisic 5 Simanic | Pabellón: Richard-Hartmann-Halle Árbitros: Hugues Thepenier Anastasios Piloidis Valerio Grigioni |  |

#### Partido por el 7.º lugar
| 22 de julio, 14:30 | España                                     | 85–60                | Italia                                      | Chemnitz                                                                                         |  |
|                    | Parciales: 24-9, 18-19, 23-13, 20-19       |                      |                                             |                                                                                                  |  |
|                    | Estadísticas Tomaic 17 Tomaic 7 Figueras 4 | Reporte Pts Reb Asts | Estadísticas 13 Antelli 7 Lever 4 Bucarelli | Pabellón: Richard-Hartmann-Halle Árbitros: Osman Sinan Isgüder Rickard Eriksson Nemanja Ninkovic |  |

#### Partido por el 5.º lugar
| 22 de julio, 16:45 | Serbia                                     | 73–89                | Turquía                        | Chemnitz                                                                                         |  |
|                    | Parciales: 12-25, 23-19, 22-20, 15-25      |                      |                                |                                                                                                  |  |
|                    | Estadísticas Romanov 13 Glisic 9 Vulikic 4 | Reporte Pts Reb Asts | Estadísticas 15 Al 7 Atar 5 Al | Pabellón: Richard-Hartmann-Halle Árbitros: Manuel Mazzoni Sergiy Zashchuk Sigmundur Hertbertsson |  |

### Cuadro por el 9.º-16.º lugares
|  | Partido 13.eɽ lugar | Partido 13.eɽ lugar |              |        | Semifinales 13.º-16.º | Semifinales 13.º-16.º |             |             | Cuartos de final 9.º-16.º | Cuartos de final 9.º-16.º |         |          | Semifinales 9.º-12.º | Semifinales 9.º-12.º |  |  | Partido 9.º lugar | Partido 9.º lugar |
|  |                     |                     |              |        |                       |                       |             |             |                           |                           |         |          |                      |                      |  |  |                   |                   |
|  |                     |                     |              |        |                       |                       |             |             | 19 de julio               |                           |         |          |                      |                      |  |  |                   |                   |
|  |                     |                     |              |        |                       |                       |             |             |                           |                           |         |          |                      |                      |  |  |                   |                   |
|  | 22 de julio         | 22 de julio         |              |        | 21 de julio           | 21 de julio           |             |             | Lituania                  | 90                        |         |          | 21 de julio          | 21 de julio          |  |  | 22 de julio       | 22 de julio       |
|  | 22 de julio         | 22 de julio         |              |        | 21 de julio           | 21 de julio           |             |             | Lituania                  | 90                        |         |          | 21 de julio          | 21 de julio          |  |  | 22 de julio       | 22 de julio       |
|  | 22 de julio         | 22 de julio         |              |        | 21 de julio           | 21 de julio           | Suecia      | 85          |                           |                           |         |          | 21 de julio          | 21 de julio          |  |  | 22 de julio       | 22 de julio       |
|  | 22 de julio         | 22 de julio         |              | Suecia | 80                    |                       | Suecia      | 85          |                           |                           |         | Lituania | 76                   |                      |  |  | 22 de julio       | 22 de julio       |
|  | 22 de julio         | 22 de julio         | 19 de julio  | Suecia | 80                    |                       |             |             |                           |                           |         | Lituania | 76                   |                      |  |  | 22 de julio       | 22 de julio       |
|  | 22 de julio         | 22 de julio         |              |        | Rumania               | 72                    |             |             | Montenegro                | 58                        |         |          |                      |                      |  |  | 22 de julio       | 22 de julio       |
|  | 22 de julio         | 22 de julio         | Montenegro   | 98     | Rumania               | 72                    |             |             | Montenegro                | 58                        |         |          |                      |                      |  |  | 22 de julio       | 22 de julio       |
|  | 22 de julio         | 22 de julio         | Montenegro   | 98     |                       |                       |             |             |                           |                           |         |          |                      |                      |  |  | 22 de julio       | 22 de julio       |
|  | 22 de julio         | 22 de julio         |              |        | Rumania               | 61                    |             |             |                           |                           |         |          |                      |                      |  |  | 22 de julio       | 22 de julio       |
|  | Suecia              | 64                  |              |        | Rumania               | 61                    | Lituania    | 76          |                           |                           |         |          |                      |                      |  |  |                   |                   |
|  | Suecia              | 64                  | 19 de julio  |        |                       |                       | Lituania    | 76          |                           |                           |         |          |                      |                      |  |  |                   |                   |
|  | Grecia              | 77                  |              |        | Gran Bretaña          | 62                    |             |             |                           |                           |         |          |                      |                      |  |  |                   |                   |
|  | Grecia              | 77                  | Ucrania      | 94     | Gran Bretaña          | 62                    |             |             |                           |                           |         |          |                      |                      |  |  |                   |                   |
|  |                     |                     | Ucrania      | 94     | 21 de julio           | 21 de julio           | 21 de julio | 21 de julio |                           |                           |         |          |                      |                      |  |  |                   |                   |
|  |                     |                     | Islandia     | 72     | 21 de julio           | 21 de julio           | 21 de julio | 21 de julio |                           |                           |         |          |                      |                      |  |  |                   |                   |
|  | Partido 15.º lugar  | Partido 15.º lugar  | Islandia     | 72     | Islandia              | 86                    |             |             |                           |                           | Ucrania | 66       | Partido 11.º lugar   | Partido 11.º lugar   |  |  |                   |                   |
|  | Partido 15.º lugar  | Partido 15.º lugar  | 19 de julio  |        | Islandia              | 86                    |             |             |                           |                           | Ucrania | 66       | Partido 11.º lugar   | Partido 11.º lugar   |  |  |                   |                   |
|  | 22 de julio         | 22 de julio         |              |        | Grecia                | 104                   |             |             | Gran Bretaña              | 82                        |         |          | 22 de julio          | 22 de julio          |  |  |                   |                   |
|  | Rumania             | 84                  | Gran Bretaña | 77     | Grecia                | 104                   | Montenegro  | 98          | Gran Bretaña              | 82                        |         |          |                      |                      |  |  |                   |                   |
|  | Rumania             | 84                  | Gran Bretaña | 77     |                       |                       | Montenegro  | 98          |                           |                           |         |          |                      |                      |  |  |                   |                   |
|  | Islandia            | 103                 |              |        | Grecia                | 64                    |             |             | Ucrania                   | 79                        |         |          |                      |                      |  |  |                   |                   |

#### Cuartos de final del 9.º–16.º lugar
| 19 de julio, 13:30 | Lituania                                         | 90–85                | Suecia                                           | Chemnitz                                                                                |  |
|                    | Parciales: 28–23, 15–18, 23–20, 24–24            |                      |                                                  |                                                                                         |  |
|                    | Estadísticas Masiulis 24 Slavinskas 12 Velicka 5 | Reporte Pts Reb Asts | Estadísticas 25 Clarance 5 Czerapowicz 3 Larsson | Pabellón: Richard-Hartmann-Halle Árbitros: Manuel Mazzoni Petar Denkovski Haris Bijedic |  |

| 19 de julio, 15:45 | Gran Bretaña                                           | 77–64                | Grecia                                              | Chemnitz                                                                            |  |
|                    | Parciales: 13–22, 21–16, 25–9, 18–17                   |                      |                                                     |                                                                                     |  |
|                    | Estadísticas Wheatle 20 Boachie-Yiadom 13 Eytle-Rock 5 | Reporte Pts Reb Asts | Estadísticas 14 Christidis 7 Christidis 5 Papadakis | Pabellón: Richard-Hartmann-Halle Árbitros: Martin Vulic Sergiy Zashchuk Kfir Mualem |  |

| 19 de julio, 18:00 | Montenegro                                         | 98–61                | Rumania                                        | Chemnitz                                                                                   |  |
|                    | Parciales: 32–23, 27–8, 18–21, 21–9                |                      |                                                |                                                                                            |  |
|                    | Estadísticas Simonovic 29 Simonovic 14 Simonovic 6 | Reporte Pts Reb Asts | Estadísticas 15 Tohatan 3 Petrescu 4 Diculescu | Pabellón: Richard-Hartmann-Halle Árbitros: Anastasios Ploidis Chris Dodds Valerio Grigioni |  |

| 19 de julio, 20:15 | Ucrania                                              | 94–72                | Islandia                                                | Chemnitz                                                                                   |  |
|                    | Parciales: 15–15, 25–17, 23–16, 31–24                |                      |                                                         |                                                                                            |  |
|                    | Estadísticas Voinalovych 25 Grytsak 13 Horobchenko 8 | Reporte Pts Reb Asts | Estadísticas 15 Gudmundsson 9 Johannesson 3 Gudmundsson | Pabellón: Richard-Hartmann-Halle Árbitros: Francisco Araña Alexey Davydov Nemanja Ninkovic |  |

#### Semifinales del 13.eɽ–16.º lugares
| 21 de julio, 13:30 | Suecia                                           | 80–72                | Rumania                                          | Chemnitz                                                                                |  |
|                    | Parciales: 20-12, 20-20, 16-17, 24-23            |                      |                                                  |                                                                                         |  |
|                    | Estadísticas Clarance 27 Clarance 10 Johansson 4 | Reporte Pts Reb Asts | Estadísticas 26 Diculescu 20 Diculescu 4 Tohatan | Pabellón: Messe Chemnitz Árbitros: Georgios Poursanidis Alexey Davydov Nemanja Ninkovic |  |

| 21 de julio, 15:45 | Islandia                                                  | 86–104               | Grecia                                                | Chemnitz                                                                       |  |
|                    | Parciales: 18-23, 18-31, 20-24, 30-26                     |                      |                                                       |                                                                                |  |
|                    | Estadísticas Thorbjarnarsson 18 Gudmunsson 5 Gudmunsson 4 | Reporte Pts Reb Asts | Estadísticas 20 Kalaitzakis 7 Christidis 11 Papadakis | Pabellón: Messe Chemnitz Árbitros: Carsten Straube Marius Ciulin Haris Bijedic |  |

#### Semifinales del 9.º–12.º lugar
| 21 de julio, 13:30 | Lituania                                 | 76–58                | Montenegro                                     | Chemnitz                                                                                   |  |
|                    | Parciales: 18-11, 22-12, 18-16, 18-19    |                      |                                                |                                                                                            |  |
|                    | Estadísticas Jogela 18 Kozys 8 Velicka 7 | Reporte Pts Reb Asts | Estadísticas 19 Popovic 10 Simonovic 4 Popovic | Pabellón: Richard-Hartmann-Halle Árbitros: Martins Kozlovskis Sergiy Zashichuk Kfir Mualem |  |

| 21 de julio, 15:45 | Ucrania                                            | 66–82                | Gran Bretaña                                     | Chemnitz                                                                                           |  |
|                    | Parciales: 19-20, 17-19, 11-24, 19-19              |                      |                                                  | |  |
|                    | Estadísticas Niemtsu 16 Tyrtyshnyk 7 Horobchenko 4 | Reporte Pts Reb Asts | Estadísticas 19 Wheatle 8 Wheatle 4 Watson-Gayle | Pabellón: Richard-Hartmann-Halle Árbitros: Alakbar Hasanov Sigmundur Hertbertsson Rickard Eriksson |  |

#### Partido por el 15.º lugar
| 22 de julio, 10:00 | Rumania                                          | 84–103               | Islandia                                                    | Chemnitz                                                                             |  |
|                    | Parciales: 22-28, 20-19, 16-33, 26-23            |                      |                                                             |                                                                                      |  |
|                    | Estadísticas Girbea 22 Diculescu 8 Cirstoveanu 8 | Reporte Pts Reb Asts | Estadísticas 19 Thorbjarnarsson 12 Sverrisson 14 Sverrisson | Pabellón: Richard-Hartmann-Halle Árbitros: Petar Denkovski Haris Bijedic Kfir Mualem |  |

#### Partido por el 13.eɽlugar
| 22 de julio, 14:30 | Suecia                                      | 64–77                | Grecia                                              | Chemnitz                                                                              |  |
|                    | Parciales: 18-15, 15-21, 14-24, 17-17       |                      |                                                     |                                                                                       |  |
|                    | Estadísticas Edwardsson 21 Dibba 10 Dibba 4 | Reporte Pts Reb Asts | Estadísticas 20 Kamperidis 8 Kamperidis 4 Agravanis | Pabellón: Messe Chemnitz Árbitros: Martin Horozov Francisco Araña Gintaras Vitkauskas |  |

#### Partido por el 11.º lugar
| 22 de julio, 12:15 | Montenegro                                     | 98–79                | Ucrania                                                | Chemnitz                                                                                 |  |
|                    | Parciales: 19-15, 29-22, 29-18, 21-24          |                      |                                                        |                                                                                          |  |
|                    | Estadísticas Popovic 27 Popovic 10 Slavkovic 5 | Reporte Pts Reb Asts | Estadísticas 21 Tyrtyshnyk 5 Horobchenko 4 Horobchenko | Pabellón: Richard-Hartmann-Halle Árbitros: Hugues Thepenier Chris Dodds Valerio Grigioni |  |

#### Partido por el 9.º lugar
| 22 de julio, 12:15 | Lituania                                          | 76–62                | Gran Bretaña                                       | Chemnitz                                                                          |  |
|                    | Parciales: 16-13, 23-18, 20-13, 17-18             |                      |                                                    |                                                                                   |  |
|                    | Estadísticas Masiulis 15 Masiulis 15 Slavinskas 4 | Reporte Pts Reb Asts | Estadísticas 16 Boachie-Yiadom 9 Wheatle 4 Russell | Pabellón: Messe Chemnitz Árbitros: Zdravko Rutesic Alexey Davydov Alakbar Hasanov |  |

## Clasificación final
– Desciende a la División B.
| Pos.              | Equipo       | Balance |
| ----------------- | ------------ | ------- |
| Medalla de oro    | Israel       | 6 - 1   |
| Medalla de plata  | Croacia      | 6 - 1   |
| Medalla de bronce | Alemania     | 6 - 1   |
| 4.º               | Francia      | 3 - 4   |
| 5.º               | Turquía      | 5 - 2   |
| 6.º               | Serbia       | 5 - 2   |
| 7.º               | España       | 2 - 5   |
| 8.º               | Italia       | 3 - 4   |
| 9.º               | Lituania     | 6 - 1   |
| 10.º              | Gran Bretaña | 2 - 5   |
| 11.º              | Montenegro   | 3 - 4   |
| 12.º              | Ucrania      | 2 - 5   |
| 13.º              | Grecia       | 3 - 4   |
| 14.º              | Suecia       | 2 - 5   |
| 15.º              | Islandia     | 1 - 6   |
| 16.º              | Rumania      | 0 - 7   |